# Mutato nomine de te fabula narratur
 Mutato nomine de te fabula narratur  лат. (изговор: мутато номине де те фабула наратур). Ако се и промени име о теби се говори. (Хорације)

## Поријекло изреке
Изрекао у посљедњем вијеку старе ере  римски лирски пјесник Хорације.

## Тумачење
И када узмеш друго име, и тада се говори искључиво о теби.